# Irakli Labadze
Irakli Labadze, gruz. ირაკლი ლაბაძე (ur. 9 czerwca 1981 w Tbilisi) – gruziński tenisista, reprezentant w Pucharze Davisa.

## Kariera tenisowa
Występując jeszcze jako junior wygrał wspólnie z Lovro Zovkiem w roku 1999 wielkoszlemowy turniej im. Rolanda Garrosa w grze podwójnej. Ponadto w 1998 roku Gruzin dotarł do finału Wimbledonu w konkurencji singlowej juniorów. Pojedynek finałowy przegrał z Rogerem Federerem.
Jako zawodowy tenisista występował w latach 1998–2010.
W singlu pierwsze sukcesy zaczął odnosić w roku 2000, kiedy to wygrał na początku czerwca zawody ATP Challenger Tour w Fürth. W sezonie 2001 zwyciężył w maju w 2 turniejach ATP Challenger Tour, w Birmingham, gdzie w finale pokonał Jamesa Blake'a oraz Bukareszcie. Kolejny sezon rozpoczął od triumfu w Brest, a w finale Labadze pokonał Paradorna Srichaphana. We wrześniu odniósł zwycięstwo w Kijowie. We wrześniu 2003 roku ponownie zatriumfował w Kijowie oraz we francuskim Saint-Jean-de-Luz. W połowie listopada wygrał jeszcze turniej ATP Challenger Tour w Dniepropetrowsku. W marcu 2004 roku doszedł do półfinału turnieju ATP Masters Series w Indian Wells. Po drodze pokonał m.in. będącego wówczas na 7. miejscu w rankingu ATP Carlosa Moyę; pojedynek o finał przegrał z Brytyjczykiem Timem Henmanem. Pod koniec czerwca 2005 roku wygrał swój 9 turniej kategorii ATP Challenger Tour, w Bielli.
W grze podwójnej Labadze jest trzykrotnym uczestnikiem finałów turniejów rangi ATP World Tour. Pierwszy finał osiągnął w Sopocie, wspólnie z Attilą Sávoltem. Kolejne dwa finały rozegrał w Petersburgu w sezonie 2001 i 2002, grając za każdym razem w parze z Maratem Safinem.
W latach 2003–2010 reprezentował Gruzję w Pucharze Davisa, grając łącznie w 38 meczach, 28 wygrywając.
Najwyżej sklasyfikowany w rankingu singlistów był na 42. miejscu w lipcu 2004 roku, natomiast w zestawieniu deblistów pod koniec października 2001 roku zajmował 100. pozycję.

### Finały w turniejach ATP World Tour
| Legenda                                      |
| -------------------------------------------- |
| Wielki Szlem                                 |
| Igrzyska olimpijskie                         |
| Tennis Masters Cup / ATP Finals              |
| ATP Masters Series / ATP Tour Masters 1000   |
| ATP International Series Gold / ATP Tour 500 |
| ATP International Series / ATP Tour 250      |

#### Gra podwójna (0–3)
| Końcowy wynik | Nr | Data                 | Turniej    | Nawierzchnia  | Partner       | Przeciwnicy                            | Wynik finału |
| ------------- | -- | -------------------- | ---------- | ------------- | ------------- | -------------------------------------- | ------------ |
| Finalista     | 1. | 23 lipca 2000        | Sopot      | Ceglana       | Attila Sávolt | Paul Hanley Nathan Healey              | 6:7(10), 2:6 |
| Finalista     | 2. | 28 października 2001 | Petersburg | Twarda (hala) | Marat Safin   | Dienis Gołowanow Jewgienij Kafielnikow | 5:7, 4:6     |
| Finalista     | 3. | 27 października 2002 | Petersburg | Twarda (hala) | Marat Safin   | David Adams Jared Palmer               | 6:7(8), 3:6  |